# Granos de café cubiertos de chocolate

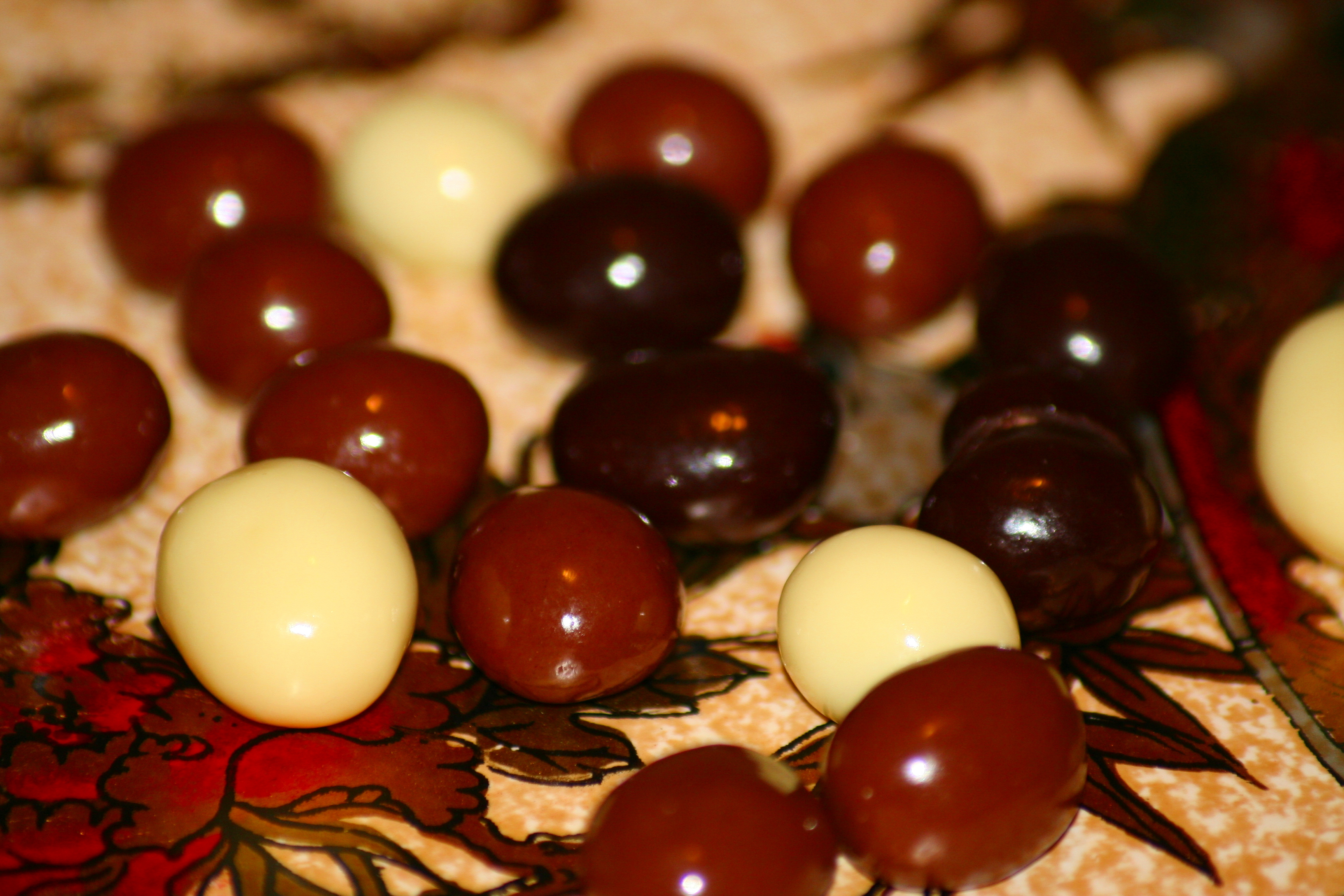
Granos de café cubiertos de chocolate

Los granos de café cubiertos de chocolate son dulces hechos por granos de café tostado cubierto con algún tipo de chocolate: chocolate negro, chocolate con leche, o incluso chocolate blanco. Por lo general son ligeramente dulces, especialmente el tipo de chocolate oscuro, y los granos de café intensos amargos pueden ser abrumadores para los no bebedores de café.
El café es un granito redondo cuidadosamente seleccionado, diferente al que comúnmente se utiliza para elaborar una taza de café. Esta golosina/dulce  puede ser un producto delicioso incluso para los no bebedores de café, al tener un contenido mayor de chocolate. Es considerado un producto fino porque en la composición de chocolate muchas veces se utiliza porcentajes altos de cacao y lo especial del café.
Al igual que todos los productos de chocolate, son ricos en grasas saturadas, y desde que su ingrediente principal son los granos de café, son muy altos en cafeína: por ejemplo, Shock-A-Lots tiene cerca de 300 miligramos de cafeína por onza. Sin embargo, también contienen antioxidantes y ciertas vitaminas, por lo que pueden ser beneficiosos cuando se consume con moderación.